# 小峰リリー
小峰 リリー（こみね リリー、1947年5月16日 - 2017年9月20日）は、日本の衣裳デザイナー。東京都出身。

## 略歴・人物
東京都新宿区牛込出身。東京家政学院高等学校を卒業後、劇団四季に入団。演出部に所属し、衣裳を担当する。
1968年、『ハムレット』上演のために招聘されたロイヤル・シェイクスピア・カンパニーの美術デザイナー、ジョン・ベリーと知り合う。
1970年、劇団四季を休団し、英・ストラトフォード＝アポン＝エイヴォンにあるロイヤル・シェイクスピア・カンパニーの衣裳部に所属。
日本に帰国後、劇団四季への復帰を経て、独立。
1974年、演出家・蜷川幸雄初の商業演劇『ロミオとジュリエット』の衣裳を担当する。以降、『リア王』『オイディプス王』『三文オペラ』など蜷川作品の衣裳を数多く手掛ける。
演劇以外では、歌手・松田聖子の衣裳をデビュー当時から手掛けていたことでよく知られる。
2007年、第14回読売演劇大賞・優秀スタッフ賞を受賞。対象は、『フロッグとトード』『オレステス』『タンゴ・冬の終わりに』の衣裳。
2017年9月20日、多系統萎縮症のため死去。70歳没。

## 主な作品

### 蜷川幸雄演出作品
- ロミオとジュリエット（1974年5月）
- リア王（1975年7月）
- オイディプス王（1976年5月）
- 三島由紀夫 近代能楽集 卒塔婆小町／弱法師（1976年7月）
- 三文オペラ（1977年8月）
- 王女メディア（1978年2月）
- ハムレット（1978年8月）
- ノートルダム・ド・パリ（1979年5月）
- 雨の夏、三十人のジュリエットが還ってきた（1982年5月）
- 欲望という名の市電（1988年3月）
- 仮名手本忠臣蔵（1988年10月）
- テンペスト 嵐（1988年12月）
- 唐版 滝の白糸（1989年3月）
- 盲導犬（1989年12月）
- ペール・ギュント（1990年5月）
- 七人みさき（1991年6月）
- さまよえるオランダ人（1992年3月）
- 三人姉妹（1992年11月）
- 魔女の宅急便（1993年5月）
- 血の婚礼（1993年11月）
- 夏の夜の夢（1994年6月）
- オセロー（1994年9月）
- ゴドーを待ちながら（1994年10月）
- 身毒丸（1995年12月）
- 零れる果実（1996年10月）
- 昭和歌謡大全集（1997年6月）
- カルメンと呼ばれた女（1997年11月）
- 常陸坊海尊（1997年12月）
- 十二夜（1998年10月）
- リチャード三世（1999年2月）
- かもめ（1999年3月）
- パンドラの鐘（1999年11月）
- グリークス（2000年9月）
- NINAGAWA 火の鳥（2000年11月）
- 真情あふるる軽薄さ2001（2001年1月）
- マクベス（2001年3月）
- 四谷怪談（2001年12月）
- 桜の園（2003年1月）
- ペリクリーズ（2003年2月）
- タイタス・アンドロニカス（2004年1月）
- 白夜の女騎士（2006年5月）
- Pro-cess 途上（2006年7月）
- オレステス（2006年9月）
- タンゴ・冬の終わりに（2006年11月）
- Pro-cess2 鴉よ、俺たちは弾丸をこめる（2006年12月）
- コリオレイナス（2007年1月）
- 船上のピクニック（2007年6月）
- カリギュラ（2007年11月）
- Pro-cess3 想い出の日本一萬年（2008年3月）
- わが魂は輝く水なり 〜源平北越流誌〜（2008年5月）
- 95kgと97kgのあいだ（2008年5月）
- 道元の冒険（2008年7月）
- 表裏源内蛙合戦（2008年11月）
- 冬物語（2009年1月）
- ムサシ（2009年3月）
- アンドゥ家の一夜（2009年6月）
- コースト・オブ・ユートピア 〜ユートピアの岸へ〜（2009年9月）
- 真田風雲録（2009年10月）
- 十二人の怒れる男（2009年11月）
- 血は立ったまま眠っている（2010年1月）
- ヘンリー六世（2010年3月）
- ファウストの悲劇（2010年7月）
- 美しきものの伝説（2010年12月）
- ミシマダブル サド侯爵夫人／わが友ヒットラー（2011年2月）
- たいこどんどん（2011年5月）
- アントニーとクレオパトラ（2011年10月）
- トロイラスとクレシダ（2012年8月）
- 日の浦姫物語（2012年11月）
- ヘンリー四世（2013年4月）
- ジュリアス・シーザー（2014年10月）

### 東宝ミュージカル
- ジキル&ハイド（2001年11月）
- ミー・アンド・マイガール（2003年3月）

### ホリプロ
- ペテン師と詐欺師（2006年10月）

### 劇団☆新感線
- 髑髏城の七人<アオドクロ>（2004年10月）
- 吉原御免状（2005年9月）
- 朧の森に棲む鬼（2007年1月）
- IZO（2008年1月）
- 五右衛門ロック（2008年7月）
- 蛮幽鬼（2009年9月）
- 薔薇とサムライ GoemonRock OverDrive（2010年3月）
- 髑髏城の七人（2011年8月）
- シレンとラギ（2012年4月）
- ZIPANG PUNK〜五右衛門ロックⅢ（2012年12月）
- 蒼の乱（2014年3月）
- 五右衛門vs轟天（2015年5月）
- 乱鶯（2016年3月）
- Vamp Bamboo Burn 〜ヴァン！バン！バーン！〜（2016年8月）